# Dawn Explosion
| Оценки критиков | Оценки критиков |
| Источник        | Оценка          |
| --------------- | --------------- |
| Allmusic        | [ 1 ]           |
| Rolling Stone   | (без оценки)    |

Dawn Explosion — третий и последний студийный альбом группы Captain Beyond, выпущенный в 1977 году на лейбле Warner Bros. Records. При записи этого релиза в группу вернулся барабанщик Бобби Колдуэлл, в то время как на вокале Рода Эванса заменил Уилли Дафферн.

## Список композиций

### Сторона 1
1. «Do or Die» (Рино, Бобби Колдуэлл, Уилли Дафферн) — 3:38
2. «Icarus» (Рино, Колдуэлл, Ли Дорман) — 4:17
3. «Sweet Dreams» (Рино, Колдуэлл, Дорман) — 5:29
4. «Fantasy» (Рино, Колдуэлл, Дафферн) — 6:02

### Сторона 2
1. «Breath of Fire, Part 1 & Part 2» (Рино, Колдуэлл, Дафферн) — 6:19
2. «If You Please» (Рино, Колдуэлл, Дафферн, Дорман) — 4:13
3. «Midnight Memories» (Рино) — 3:59
4. «Oblivion» (Рино, Колдуэлл, Дафферн) — 4:00

## Участники записи
- Уилли Дафферн — ведущий вокал
- Ларри «Рино» Рейнхардт — ведущая гитара, акустическая гитара, слайд-гитара
- Ли Дорман — бас-гитара, струнные, вокал
- Бобби Колдуэлл — ударные, перкуссия, вокал

## Чарт
| Год  | Чарт                      | Высшая позиция |
| ---- | ------------------------- | -------------- |
| 1977 | U.S. Billboard Pop Albums | 181            |